# Atrachea variegata
Atrachea variegata är en fjärilsart som beskrevs av Charles Oberthür 1884. Atrachea variegata ingår i släktet Atrachea och familjen nattflyn. Inga underarter finns listade i Catalogue of Life.